# Heliconia angusta
Espèce
Classification phylogénétique
Heliconia angusta  est une espèce de plantes à fleur du genre Heliconia de la famille des Heliconiaceae, originaire du Brésil.
Cette plante herbacée qui peut atteindre 0,70 m de haut.  
On l’appelle Heliconia de Noël car ses inflorescences rouges et blanches émergent généralement pendant cette période. 
Les populations d’origine, natives du Brésil du Sud-Est, sont classifiées en tant que populations vulnérables par l’Union internationale pour la conservation de la nature par le fait que leur habitat naturel diminue au profit de l’agriculture.
Néanmoins, la diversité génétique a été, au moins en partie, préservée par la culture in-situ d’Heliconia angusta .
La popularité de Heliconia angusta  en tant que plante de jardin tropical et spécimen d’horticulture a encouragé une large propagation de cette espèce dans les pépinières commerciales et les jardins botaniques.

## Synonymes
Selon World Checklist of Selected Plant Families (WCSP) (24 mars 2012) :
- Heliconia angustifolia Hook. (1849)
- Heliconia aurorea Emygdio & E.Santos (1976)
- Heliconia bicolor Benth. (1839)
- Heliconia bidentata Barreiros (1969)
- Heliconia citrina Emygdio & E.Santos (1976)
- Heliconia fluminensis Emygdio & E.Santos (1976)
- Heliconia lacletteana Emygdio & E.Santos (1976)
- Heliconia laneana Barreiros (1974)
- Heliconia laneana f. elatior Barreiros (1974)
- Heliconia laneana f. flava Barreiros (1974)
- Heliconia laneana var. flava (Barreiros) E.Santos (1978)